# Alojzy Adamczyk
Alojzy Adamczyk (16. června 1895 Wodzisław Śląski – 10. ledna 1940 Mauthausen) byl polský povstalec a účastník ve všech třech Slezských povstání, vězeň v Buchenwaldu, a také Mauthausenu. Šlo o vzdáleného příbuzného posledního polského krále Stanislava II. Augusta Poniatowského.
Vyučil se jako zámečník a až do druhé světové války pracoval v koksovně ve Wodzisław Śląski. Dne 8. září 1939, první dny invaze do Polska, obdržel předvolání na policii, kde byl zatčen a uvězněn v suterénu budovy úřadu v Radlinu Wodzisław Śląski. Odtud byl transportován do Buchenwaldu a pak do Mauthausenu.
Byl vyznamenán řády Stříbrným křížem za zásluhy, Slezským povstaleckým křížem, Řádem znovuzrozeného Polska (Order Odrodzenia Polski).